# Posòls de Menerbés
Posòls de Menerbés (en francès Pouzols-Minervois) és un municipi francès situat al departament de l'Aude i a la regió d'Occitània.